# Let L-200 Morava
O Let L-200 Morava é uma aeronave utilitária bimotor de curto alcance, fabricado pela companhía Tcheca Let Kunovice . O primeiro protótipo fez seu voo inaugural em 9 de abril de 1957.